# 东风北桥站
东风北桥站是北京地铁14号线上的一座车站，于2014年12月28日随14号线东段开通一同投入使用。车站位于北京市朝阳区麦子店街道与将台地区交界，东四环北路、亮马桥路、酒仙桥南路交叉口东风北桥西北側。

## 位置
东风北桥站位于东四环北路（西北-东南走向）与亮马桥路－酒仙桥南路（西南-东北走向）相交的东风北桥桥区，14号线车站位于桥区西侧，大致呈西北-东南走向。

## 结构

### 车站楼层

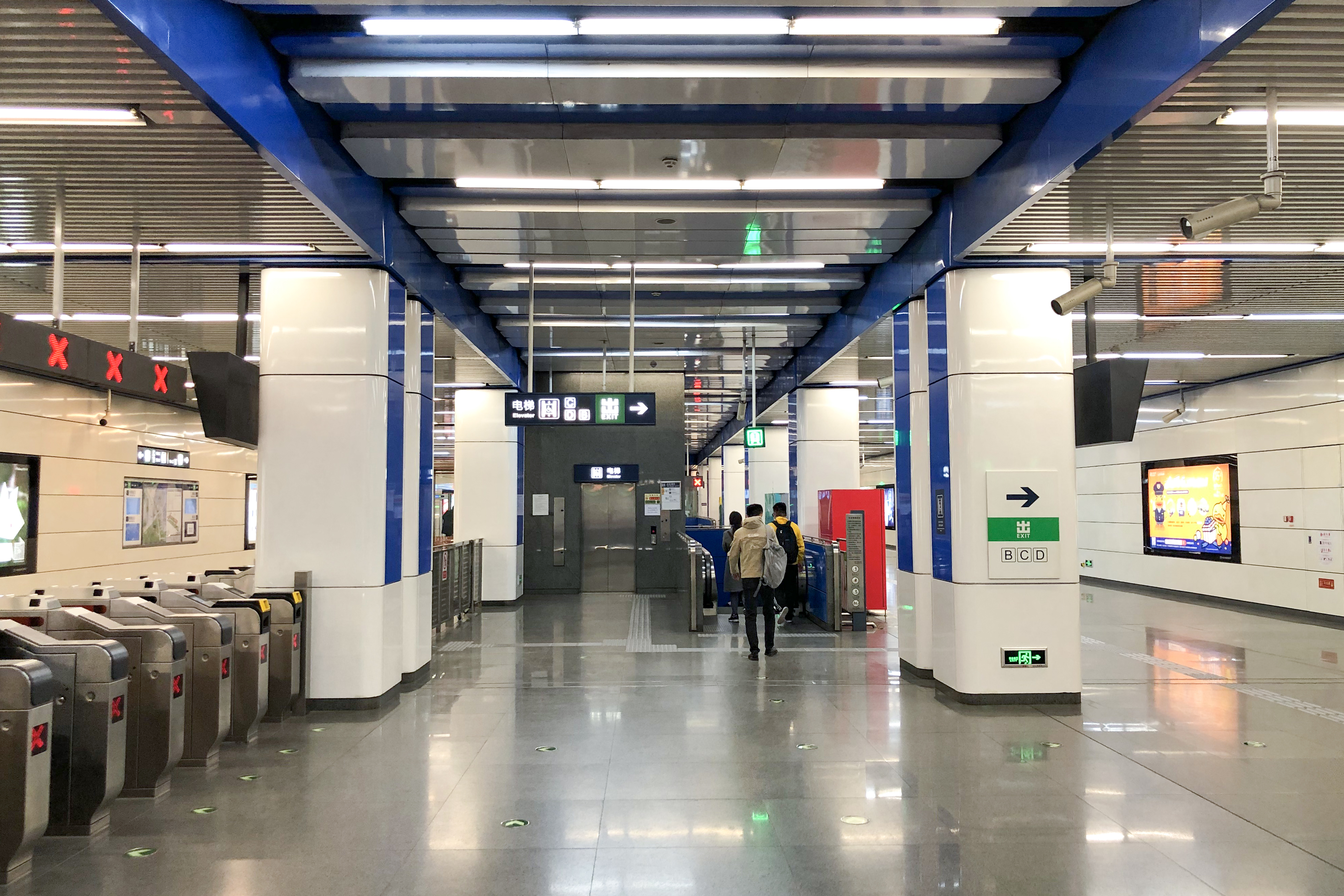
站厅（2021年4月摄）

东风北桥站为地下二层车站，岛式站台设计，站台宽12米。车站工程总长296.01米，采用两柱三跨和一柱两跨结构，主体建筑面积11338.92平方米。在车站结构北端，两条轨道由站台宽度合为并行，向北为大直径盾构扩挖试验段，该段为单洞双线盾构隧道，东风北桥站以北的将台站和高家园站在盾构隧道基础上扩挖出站台结构。
| 地面层          | 出入口                   | B—D出入口                        |
| 地下一层 站厅层 | 站厅                     | 票务服务、自动售票机、一卡通充值 |
| 地下二层 站台层 |                          | █ 14号线往张郭庄（枣营）         |
| 地下二层 站台层 | 岛式站台，左側開门       |                                  |
| 地下二层 站台层 | █ 14号线往善各庄（将台） |                                  |

### 线路平面
14号线东风北桥站轨道线路平面为半径1,000米的曲线。

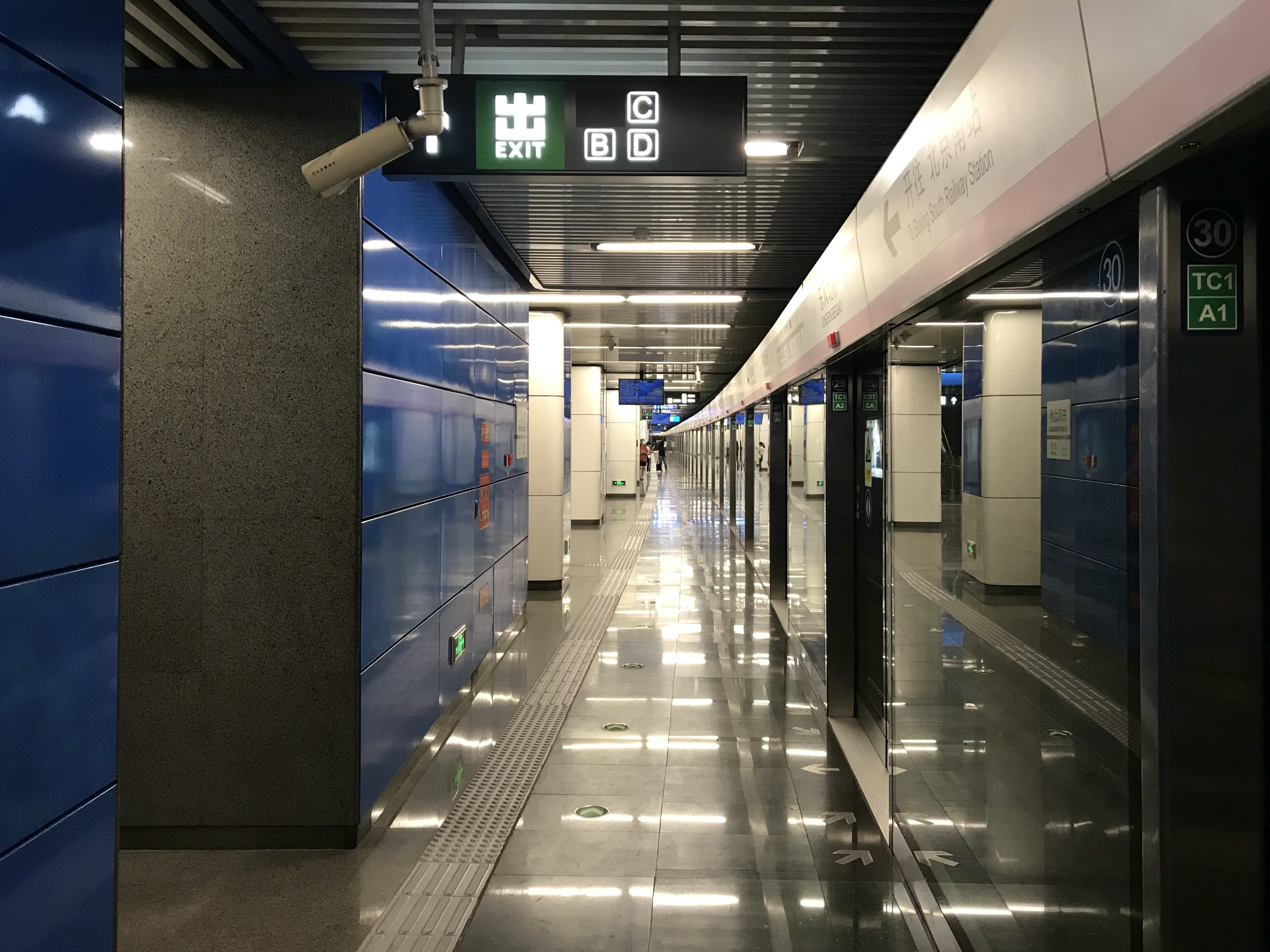
下行方向的曲线站台（半径较上行方向更大）

## 出入口
车站目前开放4个出入口（B、C1、C2、D），预留有A（西北）口。
|                           |                        |                      |      |            |
| 编号                      | 指示                   | 建议前往的目的地     | 照片 | 无障碍设施 |
| 出口 · B                  | 东四环北路             |                      |      | 不適用     |
| 出口 · C · 1 · 升降机标志 | 东四环北路，亮马桥路   |                      |      |            |
| 出口 · C · 2              | 东四环北路，酒仙桥南路 | 北京朝阳站方向公交车 |      | 不適用     |
| 出口 · D                  | 亮马桥路               | 北京朝阳站方向公交车 |      | 不適用     |
| 註： 設有                 |                        |                      |      |            |

## 历史
最初設計時計畫在東四環北路（近瞰都西北門）設置東四環北路站來服務酒仙橋地區。後來考慮到此選址只能服務到酒仙橋新舊區，難以服務到周遭的南十里居地區，並且無法和亮馬橋路預留廊道進行轉乘，因此將車站移至現址。

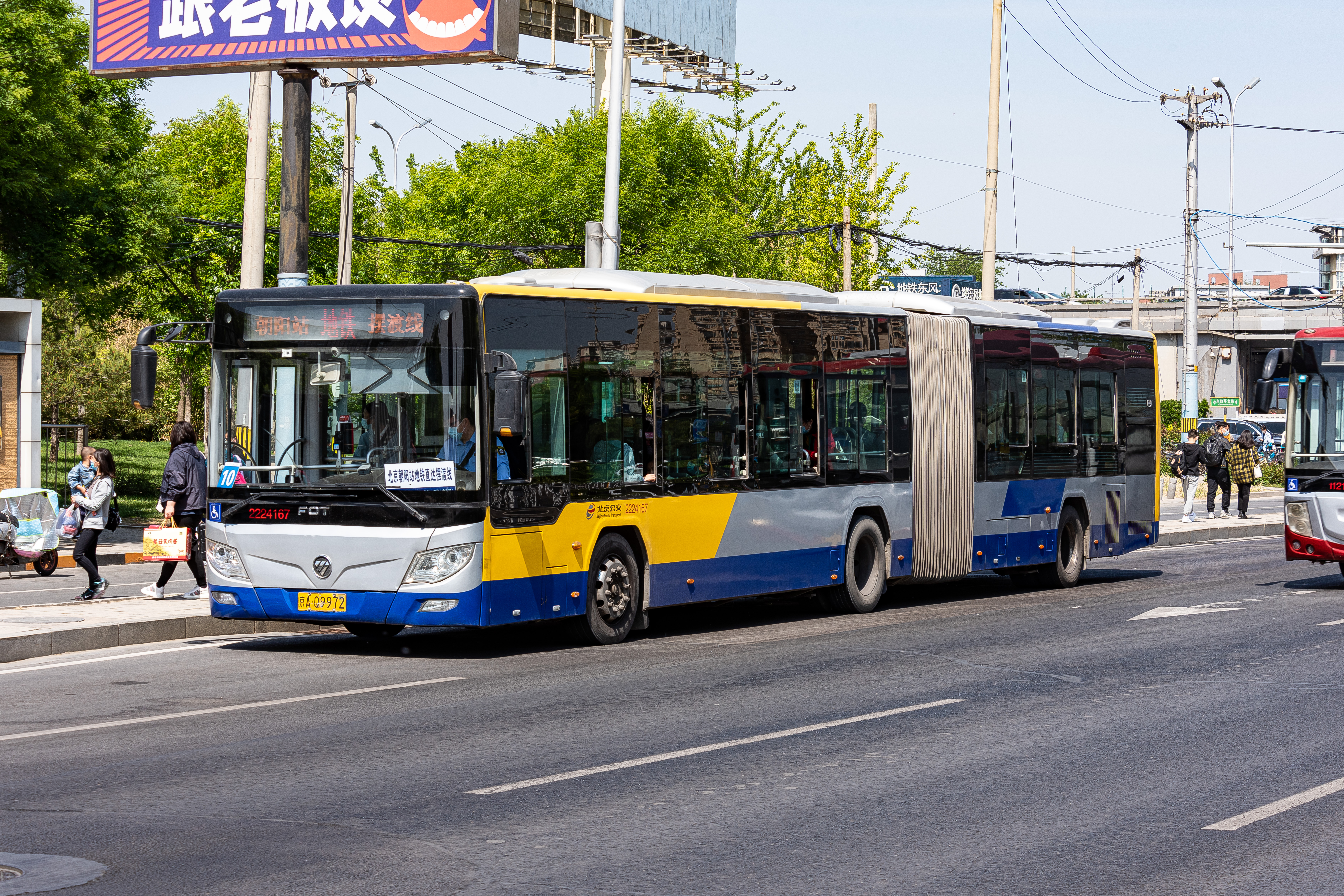
停靠在东风北桥站D口外的北京朝阳站摆渡车

本站于2010年10月30日开工，车站以北的大直径盾构隧道则于2011年9月开始掘进。2014年12月28日，本站随14号线东段（金台路-善各庄）一同开通运营。
东风北桥站曾规划为14号线与规划跨座式单轨东四环线的换乘车站，唯因运量偏低、环境影响评价无法通过等因素，东四环线项目已于2015年初搁浅。北京地铁平谷线的初步规划也将东风北桥作为线路起点，但根据2019年12月国家发改委的批复，平谷线（22号线）起点站调整为东大桥站，并且改经朝阳路沿线，不经过东风北桥站。
2021年1月22日起，因京哈高铁北京朝阳站开通且尚无地铁接驳，北京公交将途经本站的413路引入北京朝阳站东广场，并采取增发北京朝阳站至本站区间车的措施，本站由此成为北京朝阳站的接驳地铁站之一，同年4月5日清明假期最后一天，本站更临时延长开往善各庄的末班车发车时间，此后在5月5日五一假期最后一天，该站将开往九龙山站、开往善各庄站的末班车时间延长至次日2:00。2023年春运返程高峰期间，本站与青年路站亦采取了延后末班车时间的措施。在途经朝阳站的3号线2024年12月15日开通后，本站未再采取延长运营时间措施。